# 株式公開買付け
株式公開買付け（かぶしきこうかいかいつけ）とは、ある株式会社の株式の買付けを、「買付け期間・買取り株数・価格」を公告し、不特定多数の株主から株式市場外で株式等を買い集める制度のことである。日本では公開買付けをTOB（take-over bid）と言うことが多い。

## 概説
公開買付けとは、経営権の掌握等を目的にその会社の株券や資本性証券を市場外で一定期間のうちに一定価格で買い取ることを公告して取得する方法をいう。株式公開買付制度は投資家の保護と証券取引の秩序維持のために設けられている。株式公開買付制度を導入している国には、アメリカ、イギリス、フランス、ドイツ、日本などがあるがその内容は異なる。
第三者が、企業買収や子会社化など、対象企業の経営権の取得を目的に実施することが多い。成長力のある会社を完全子会社あるいは社内事業部門に取り込むことで、親会社の企業価値を上げるという考え方もある。他には市場に流通する「自社の株式」（自己株式）を購入するために使われることもある。
公開買付けの買付け量によっては、対象となった企業が上場廃止になる場合がある。例えば東京証券取引所の場合、少数特定株主持ち分比率が90%を超えないことが上場基準のため、この基準に抵触する量を買付けすると、対象企業は上場廃止となる。マネジメント・バイ・アウト (MBO) などのための公開買付けでは意図的に上場廃止する場合も多い。
公開買付けを略してTOBと言うが、これは英語のtakeover bidが語源である。アメリカ英語では、tender offerという表現もあり、投資銀行の世界では tender offer or public tender offerという言い回しの方が通りがよい。

## 日本における公開買付け
日本では金融商品取引法（旧証券取引法）において一定の場合に公開買付けを義務づける強制公開買付制度が採用されている。
具体的には金融商品取引法第27条の2により、有価証券報告書の提出が義務付けられている株式会社等（証券取引所に上場する株式会社など）の「株券等」を発行者以外の者が市場外で一定数以上の「買付け等」をする場合などには、原則として公開買付けによらねばならないと定められている。
同法に定められた公開買付けは、その実施主体者の違いにより「発行者以外の者による株式等の公開買付け」と「発行者による上場株券等の公開買付け」に分けられている。
公開買付けが強制されることの趣旨は、経営権の移転に関する情報開示、株主平等の原則、コントロール・プレミアムの平等分配の3つにあるとされる。
実施に際しては、条件の新聞への公告や、財務局への届出の手続が必要となる。実施中は、この方法以外で当該株を購入することはできない。
公開買付けの方法及び公開買付けに関する開示方法等については金融商品取引法第27条の2～第27条の22の4に、公開買付者等関係者の禁止行為は同法第167条に、それぞれ規定されている。
特定企業が保有している株式を容易に取得し易くするために市場よりも割安な価格で株式公開買付けを行うこと（「ディスカウントTOB」と呼ばれている）も日本国内では可能で三菱商事やコカ・コーラボトラーズジャパンホールディングスなどが実施している。この方法は市場で大量の株式を売却すると株価が下がり、他の株主に影響を受けることを回避することが出来る一方、価格の妥当性などに不透明な余地が残ることから、「本来受け取るべき利益を毀損している」との批判の声もある。

### 歴史
日本で公開買付制度が導入されたのは1971年（昭和46年）で、1990年（平成2年）にほぼ現行の制度となった。
のちに市場内で議決権が全体の3分の1以上の株式を取得しても問題とならない、との解釈に基づき、ライブドアが東証の取引開始前の時間外取引でニッポン放送株式の29.5%を取得、グループとして発行済み株式のうち35%を保有するに至った件（2005年2月）や、村上ファンドが市場内・市場外を併用して阪神電気鉄道 株式38%を取得した件（2005年10月）などの反省から、平成17年の証券取引法改正により、市場内取引でも、ToSTNetなど証券取引所の立会外取引（時間外取引）によって、買付け後の株券等所有割合が3分の1を超えるものについては、同じく公開買付けによらなければならないこととされた。
これらの騒動の影響により、2006年（平成18年）12月13日に施行された政省令によって、3か月以内に、市場外で5%超取得し、市場内と合わせて10%超取得し、保有割合が3分の1を超える場合は公開買付けが義務付けられた。しかし、この時点では市場内のみでの株式買い集めは対象外だったこともあり、アジア開発キャピタル子会社による東京機械製作所株式の急速な買い集めを防ぐことは出来ず、問題になった。これを受けて、市場内のみでの株式買い集めについても買付け後の株券等所有割合が3分の1を超える場合は公開買付けの義務づけを検討する方向で調整していることが2023年3月に報じられた。
なお、買付け後の株券等所有割合が3分の1を超えなくても公開買付けを行うことは可能である。2022年8月から同年10月までシダックス株式の公開買付けを行っていたオイシックス・ラ・大地はユニゾン・キャピタル（ユニゾン）が保有しているシダックス株式（27.02%）の取得を目的としているため、通常であれば公開買付けを行う必要性はないが、ユニゾンによる意向により、敢えて公開買付けを実施していた事例がある。

### 手続

#### 公開買付開始公告
公開買付けによって株券等の買付け等を行わなければならない者は公開買付開始公告を行う必要がある（金融商品取引法27条の3）。

#### 公開買付者による公開買付届出書の提出
公開買付開始公告を行った者（公開買付者）は買付条件等を記載した書類及び内閣府令で定める添付書類（公開買付届出書）を内閣総理大臣に提出をしなければならない（金融商品取引法27条の3）。

#### 公開買付期間
公開買付期間とは公開買付開始公告を行った日から公開買付けによる買付け等の期間の末日までをいう（延長した場合は延長した期間を含む）（金融商品取引法27条の5）。公開買付期間は公開買付開始公告を行った日から起算して20日以上で60日以内でなければならない（金融商品取引法施行令8条）。

#### 公開買付対象者による意見表明報告書の提出
公開買付けをされる株券等の発行者は、公開買付開始公告が行われた日から10営業日内に、当該公開買付けに関する意見等、所定の事項を記載した意見表明報告書を内閣総理大臣に提出しなければならない（金融商品取引法27条の10）。
意見表明報告書の意義は、公開買付けをされる株券等の発行者による当該公開買付けに関する意見を開示することで、当該公開買付けの位置付けを明らかにすることにより、投資者を保護するとともに証券市場の信頼性を確保することにあるといえる。
提出を義務付けられている者は、第4号様式により意見表明報告書を3通作成し、関東財務局長に提出し、かつ、公開買付者に対しても送付しなければならない。
意見表明報告書の記載事項は以下のとおり。
1. 公開買付者の氏名または名称および住所または所在地
2. 当該公開買付けに関する意見の内容および根拠
3. 当該意見を決定した取締役会の決議または役員会の決議の内容
4. 当該発行者の役員が所有する当該公開買付けに係る株券等の数および当該株券等に係る議決権の数
5. 当該発行者の役員に対し公開買付者またはその特別関係者が利益の供与を約した場合には、その利益の内容
6. 当該発行者の財務および事業の方針の決定を支配する者の在り方に関する基本方針（会社法施行規則第127条）に照らして不適切な者によって当該発行者の財務および事業の方針の決定が支配されることを防止するための取組み（買収防衛策の導入等）を行っている場合には、その内容
7. 法に掲げる記載することのできる事項があるときは、当該事項
  1. 公開買付者に対する質問
  2. 公開買付開始公告に記載された買付け等の期間を延長することを請求する旨およびその理由

※ 期間の延長は、当該買付け等の期間が政令で定める期間より短い場合に限られ、政令で定める期間まで延長可能。
内閣総理大臣は当該意見表明報告書を公衆の縦覧に供する。
- 公衆の縦覧に供される期間は、公開買付期間の末日の翌日以後5年を経過する日までの間
  - 内閣総理大臣は、EDINET上で、上記の期間、公衆の縦覧に供さなければならない
  - 意見表明報告書の提出者は、写しを本店はまたは主たる事務所に備え置き、公衆の縦覧に供さなければならない。
  - 証券取引所は、写しをその事務所に備え置き、公衆の縦覧に供さなければならない。

#### 公開買付者による公開買付けの撤回及び契約の解除
公開買付者は、原則として、公開買付開始公告をした後は、当該公開買付けを撤回することができない（金融商品取引法27条の11本文）。
しかし、以下の場合は、例外的に公開買付者が撤回することができる（金融商品取引法27条の11但書）。
- 公開買付けの対象となる株券等の発行者またはその子会社の、業務または財産に関する重要な変更その他の公開買付けの目的の達成に重大な支障となる事情（政令で定めるものに限られ、かつ、公開買付けの撤回等をすることがある旨の条件を付した場合）が発生した場合。
- 公開買付者に破産手続開始の決定その他の政令で定める重要な事情の変更が発生した場合。

前者の対象会社に生じた「公開買付けの目的の達成に重大な支障となる事情」は以下の事情をいう。ただし1.から3.までに掲げるものについては、軽微なものとして内閣府令で定める基準に該当するものを除く（金融商品取引法施行令14条）。
1. 対象者またはその子会社（会社法第2条第3号に規定する子会社）の業務執行を決定する機関が次に掲げる事項を行うことについての決定をしたこと
  1. 株式交換
  2. 株式移転
  3. 会社の分割
  4. 合併
  5. 解散（合併による解散を除く。）
  6. 破産手続開始、再生手続開始または更生手続開始の申立て
  7. 資本金の額の減少
  8. 事業の全部または一部の譲渡、譲受け、休止または廃止
  9. 金融商品取引所に対する株券等の上場の廃止に係る申請
  10. 認可金融商品取引業協会に対する株券等の登録の取消しに係る申請
  11. 預金保険法第74条第5項の規定による申出
  12. 株式または投資口の分割
  13. 株式または新株予約権の割当て（新たに払込みをさせないで行うものに限る。）
  14. 株式、新株予約権、新株予約権付社債または投資口の発行（12.および13.以外）
  15. 自己株式（会社法第113条第4項に規定する自己株式をいう。）の処分（13.以外）
  16. 既に発行されている株式について、会社法第108条第1項第8号または第9号に掲げる事項について異なる定めをすること。
  17. 重要な財産の処分または譲渡
  18. 多額の借財
  19. 1.から18.までに掲げる事項に準ずる事項で公開買付者が公開買付開始公告および公開買付届出書において指定したもの
2. 対象者の業務執行を決定する機関が次に掲げる場合の区分に応じ、次に定める決定をしたこと（公開買付開始公告日以後に公表されたものに限る。）。
  1. 公開買付開始公告日に、対象者の業務執行を決定する機関が当該公開買付けの後に当該公開買付者の株券等所有割合を内閣府令で定める割合以上減少させることとなる新株の発行その他の行為（当該公開買付けに係る買付け等の期間の末日後に行うものに限る。）を行うことがある旨の決定を既に行っており、かつ、当該決定の内容を公表している場合 当該決定を維持する旨の決定
  2. 公開買付開始公告をした日において、対象者またはその子会社が会社法第108条第1項第8号または第9号に掲げる事項について異なる定めをした内容の異なる二以上の種類の株式に係る株券等を発行している場合 当該異なる定めを変更しない旨の決定
3. 対象者に次に掲げる事実が発生したこと（公開買付開始公告を行った日以後に発生したものに限る。）。ただし、1.、3.、5.および7.にあっては、公開買付者およびその特別関係者によって行われた場合を除く。
  1. 事業の差止めその他これに準ずる処分を求める仮処分命令の申立てがなされたこと。
  2. 免許の取消し、事業の停止その他これらに準ずる行政庁による法令に基づく処分がなされたこと。
  3. 当該対象者以外の者による破産手続開始、再生手続開始、更生手続開始または企業担保権の実行の申立てまたは通告がなされたこと。
  4. 手形もしくは小切手の不渡り（支払資金の不足を事由とするものに限る。）または手形交換所による取引停止処分があったこと。
  5. 主要取引先（前事業年度における売上高または仕入高が売上高の総額または仕入高の総額の百分の十以上である取引先をいう。）から取引の停止を受けたこと。
  6. 災害に起因する損害
  7. 財産権上の請求に係る訴えが提起されたこと。
  8. 株券の上場の廃止（当該株券を上場しているすべての金融商品取引所において上場が廃止された場合に限る。）
  9. 株券の登録の取消し（当該株券を登録しているすべての認可金融商品取引業協会において登録が取り消された場合（当該株券が上場されたことによる場合を除く。）に限る。）
  10. 1.から9.までに掲げる事実に準ずる事実で公開買付者が公開買付開始公告および公開買付届出書において指定したもの
4. 株券等の取得につき他の法令に基づく行政庁の許可、認可、承認その他これらに類するもの（以下この号において「許可等」という。）を必要とする場合において、公開買付期間の末日の前日までに、当該許可等を得られなかったこと。
5. その他前各号に準ずるものとして内閣府令で定めるもの

後者の公開買付者に生じた「政令で定める重要な事情の変更」は以下の事情をいう。
1. 死亡
2. 後見開始の審判を受けたこと。
3. 解散
4. 破産手続開始の決定、再生手続開始の決定または更生手続開始の決定を受けたこと。
5. 当該公開買付者およびその特別関係者以外の者による破産手続開始、再生手続開始、更生手続開始または企業担保権の実行の申立てまたは通告がなされたこと。
6. 不渡り等があったこと。

公開買付けの撤回等を行おうとする場合には、公開買付期間の末日までに、公開買付けの撤回等を行う旨とその理由等を公告しなければならない。（公告を期限までに行うことができない場合は、公告に記載すべき内容を公表し、その後直ちに公告を行う）
公告または公表を行った者は、当該公告または公表を行った日に、公告の内容等を記載した書類（公開買付撤回届出書）を内閣総理大臣に提出しなければならない。公開買付撤回届出書の意義は、原則として撤回ができない公開買付けを、例外的に撤回する公開買付者がその理由を明らかにすることで、投資者を保護するとともに証券市場の信頼性を確保することにあるといえる。
- 公開買付者が発行者の場合は、第3号様式により公開買付撤回届出書を3通作成し、関東財務局長に提出しなければならない。
- 公開買付者が発行者以外の場合は、第5号様式により公開買付撤回届出書を3通作成し、関東財務局長に提出しなければならない。

報告書の内容は、金融庁の電子開示・提出システムEDINETを通じて電子提出することが義務づけられており、同庁が設置したウェブサーバ経由での縦覧ができるほか、財務局や証券取引所、場合によっては自社のウェブサイトにPDFファイルの形で登録してあることもある。
公開買付けの撤回等は、当該公告をした場合に限り公告を行った時（公表および公告を行った場合は公表を行った時）に発効する。

## 英国における公開買付け
英国でも強制公開買付制度が採用されており、買収者が単独もしくは共同で被買収者（公開会社）の30%以上の株式を取得する場合や被買収者の議決権の30%～50%を保有する者がさらに単独もしくは共同で株式を取得する場合には発行済株式のすべてを現金で買い取る公開買付けによらなければならない。また、買取価格規制がありその買付価格は公開買付けの発表前12か月の間に買付者が当該株式を取得していた場合には、そのいずれの価格も下回ってはならないとされている。
英国では米国や日本の買収防衛策の規制のアプローチとは異なり、買収者側には強制公開買付制度や買取価格規制を課しつつ、被買収者側が買収を阻害することを原則として禁止してバランスを取ろうとしている。

## 米国における公開買付け
米国の証券取引法等では強制公開買付制度が採用されていない。ただし、以下の要件が存在する場合にはTOB規制の対象となりうる。
1. 一般株主に積極的かつ広範囲に働きかけを行う場合[9]
2. 相当な割合での株式等の取得[9]
3. 市場価格以上での株式等の取得[9]
4. 交渉可能でない価格を提示している場合[9]
5. 最低取得株式数の条件が付されている場合[9]
6. 一定期間のみ有効とされている場合[9]
7. 売却圧力があるとみられる場合[9]
8. 急速な株式の蓄積の前または同時に実施される場合[9]

## 友好的TOBと敵対的TOB

### 友好的TOB
買収される会社の経営陣等の賛同を得て実施する企業買収は、友好的買収 (friendly takeover) と言われ、その場合の公開買付けのことを友好的TOB (friendly bid or offer)と呼ぶ。友好的TOBでは、経営陣は株主に対して「適正な買付け価格」だとして、買付けを受け入れることを勧告する。また買収後、旧経営陣が経営に留まることが多い。友好的TOBでは、買付け価格を競り上げる圧力が十分でないので、買付け価格が株式市場の価格より安く、値段の妥当性について、他の株主側に不満が残りやすい。
マネジメント・バイアウト (MBO) においても、公開買付けが利用される。MBOでは経営陣が、一方で買収する会社を設立し、他方で売り手になるので、売り手と買い手の双方の利益を代弁することになる。そのため、売り手の利益を十分に代弁しない利益相反行為を犯す可能性が高いと指摘されており、買付け価格の妥当性が、MBOではしばしば問題になる。

### 敵対的TOB（同意なきTOB）
友好的TOBに対して、経営陣の賛同を得ずに行われる企業買収は敵対的企業買収 (hostile takeover) と言われ、その場合の株式公開買付けを、敵対的TOB (hostile bid of offer) と呼ぶ。なお、2023年に経済産業省が「企業買収における行動指針」を公表して以降、メディアを中心に同指針に基づき同意なきTOBと言い換えられている。
敵対的TOBでは経営陣は買収対抗策を講ずるとともに、株主に対して買付け価格が低いとして買付けに応じないように勧告する。敵対的TOBでは、買付け価格が引き上げられることがしばしば見られる。しかし買付け価格が十分高く設定された場合には、経営陣が抵抗を止め買収に応ずる判断をすることもある。
経営陣の買収対抗策としては、白馬の騎士 (white knights) と呼ばれる第三の友好的な企業による合併や新株引受けにより、買収を避けることがある。また、買収対象とされた企業が、買収しようとする企業を逆に買収すると脅し、買収を思い留まらせようとする戦法もある。これは「パックマン・ディフェンス」と呼ばれる。このほか自社の重要資産を他企業に営業譲渡することで買収する側からみた「買付けする価値」自体を失わしめ買収意欲を削ごうとすることがある。これを大規模に行うことを「焦土作戦」と呼ぶ。
一方で先述の「企業買収における行動指針」においては、買収方法や買収後の経営方針が明確である「真摯な買収提案」には真摯に対応しなければならないとされており、安易な買収拒否に釘を刺す内容となっている。
さまざまな買収対抗策は、アメリカ合衆国で発達したが、イギリスでは公開買付制度そのものを厳格に運用する代わりに、買収対象となった企業の経営者に対抗策を取ることなく中立を保つこと（中立義務）を求める考え方が見られる。たとえば、イギリスでは「シティ・コード」として知られる民間自主規制がある。コードでは、議決権で30%以上を取得しようとする者に対して、ほかのすべての株主に対して、買付けの申し込みをすること(強制申込)、またその対価を現金で支払うことを求めている。これにより買い付ける側は、未取得株式すべてを買い取る現金を用意する必要がある。このことが、安易な買収を抑制すると考えられている。
日本では前述のライブドアによるニッポン放送買収騒動や村上ファンドによる阪神電鉄株取得のように新興企業や投資ファンドによる敵対的TOBへの拒否感が強く、株主からもTOBへの賛同を得られないこともあり、2010年代前半までは敵対的TOBが行われたケースは少なく、成功した事例もごく僅かだった。しかし、2010年代後半になると、新型コロナウイルスによる保有資金の増加やコーポレート・ガバナンスによる株式持ち合い解消の促進、2022年4月に行われた東京証券取引所の市場再編を背景として敵対的TOBを含むM&A事例が増加しており、中には伊藤忠商事や日本製鉄、SBIホールディングスなどの大企業が敵対的TOBを主導したケースもある。

## 公開買付けの事例

### 友好的TOB
- アコム - 三菱UFJフィナンシャル・グループが実施(08/09/16-08/10/21) → 成立。連結子会社化。
- 日本車輌製造 - 東海旅客鉄道が実施(08/08/15)
- ニッポン放送 - フジテレビジョン(現:フジ・メディア・ホールディングス)が実施(05/01/17)
- ボーダフォン日本法人[注釈 10] - ソフトバンク(現:ソフトバンクグループ)が実施(06/04/04) 非上場企業がTOB規制を受けた事例。なお、公開買い付け当時のボーダフォン日本法人(旧:ジェイフォン(J-PHONE))は非上場会社だが、かつては上場していた(05/08/01まで)[14]。ソフトバンクに商号変更した後に再上場している(18/12/19)[15]。
- 阪神電気鉄道 - 阪急ホールディングス(現:阪急阪神ホールディングス)が実施(06/05/30)
- すかいらーく - 野村プリンシパル・ファイナンス、経営陣がMBOとして実施(06/06/09)。上場廃止を経て(06/09/19)、再上場している(14/10/09)[16]。
- キリンビバレッジ - 親会社の麒麟麦酒(現:キリンホールディングス)が実施 (06/05/12) → 東証1部上場子会社の完全子会社化の事例。株式交換方式により完全子会社化(06/10/01) 上場廃止(06/08/11)
- 三菱伸銅 - 三菱マテリアルが実施(06/07/31)
- 筒中プラスチック工業 - 親会社の住友ベークライトがTOBで東証1部上場子会社の完全子会社化目的に実施(06/10/01) → 完全買収完了後、株式交換で完全子会社化(07/03/01) その後合併・解散(07/07/01)
- クラリオン - 日立製作所が実施(06/10/25) 14%出資から1株230円で応募株をすべて買いつけ。63.66%(06/11/30)→ その後、07/01 クラリオンは日立子会社で同業中堅のザナヴィ・インフォマティクスを傘下に入れ合併へ
- 住商リース - リース業界再編のため住友商事が実施 (06/10/31) → 成功。07年度中に三井住友銀リースと合併し、三井住友ファイナンス&リースとなる。
- メルシャン - 麒麟麦酒(現:キリンホールディングス)が実施(06/11/17)(筆頭株主で同根でもある味の素もこのTOBに応募)。その後、キリンHDは再度TOBを実施し、メルシャンはキリンHDの完全子会社となる。
- サンテレホン - 米・ダルトン・インベストメンツが株式買い増し実施(06/10/19) 1株1100円。出資比率上昇31.4%⇒39.6% MBOを提案 → その後、日本産業パートナーズ(みずほ系)と米・ベインキャピタルの合弁による投資会社が友好的ファンドとして対抗してMBOも兼ねて実施(06/12/21) 07/05上場廃止
- 三菱商事系の食品関連セクター4社 - 2007年度下半期の前後を中心に順次実施。実施した会社は日本ケンタッキー・フライド・チキン(KFCとの合弁)、日本食品化工(CPCとの合弁)、日東富士製粉、日本農産工業。以降、三菱商事は三菱グループで最も系列・関連会社のTOB実施が増える。
- 日立グループ5社 - 日立製作所が実施(09/08/20) 2008年決算で大幅赤字を計上した日立製作所が、グループ再編の一環として5社を完全子会社化し、上場廃止するとした。5社のうち3社は、IT系。対象の5社と、買い付け価格は次の通り。日立ソフトウェアエンジニアリング(現:日立ソリューションズ)1株2,650円、日立プラントテクノロジー1株610円、日立マクセル1株1,740円、日立情報システムズ1株2,900円、日立システムアンドサービス(現:日立ソリューションズ)1株2,150円。その後日立ソフト、日立情報、日立システムが10/02/01に、日立プラント、日立マクセルが10/04/01に日立製作所の完全子会社となった。
- ナカイ - アクサスが実施 (09/03/20)
- ソラン - ITホールディングス が実施(09/12/16)
- パナソニック電工及び三洋電機 - パナソニックが実施(10/08/23) なお、パナ電工は2004年(当時の社名は松下電工)に、三洋は2009年に一度パナソニックがTOBを実施して子会社化している。今回のTOBによって両社は上場廃止となり、その後の株式交換によって2011年4月を目処にパナソニックの完全子会社となる予定。
- プロミス - 三井住友銀行が実施(11/10/18-11/11/30)。プロミスは上場廃止となり、三井住友フィナンシャルグループの完全子会社SMBCコンシューマーファイナンス株式会社となった。
- サークルKサンクス - 筆頭株主のユニーが実施(12/02/17-12/04/02)1株1,780円 サークルKサンクスはユニーの完全子会社となる。
- ミヤチテクノス(現:アマダミヤチ) - アマダが実施(13/02/-13/03) → 成立。ミヤチテクノスは上場廃止しアマダの連結子会社となり、その後社名をアマダミヤチへと変更した。
- エヌジェーケー - NTTデータが実施。2010年に1度目のTOBを行い50.02%を取得して連結子会社化。2016年に2度目のTOBを行い完全子会社化しエヌジェーケーは上場廃止に。
- ファミリーマート - 筆頭株主の伊藤忠商事が実施(20/07/09) → 成立(20/08/25)。出資比率を50.1%から65.71%に引き上げた。その後、伊藤忠商事は臨時株主総会での決議を経て、残りの株についても取得し、完全子会社化（上場廃止）した(20/11/12)[17][18]。なお、このTOBの価格設定を巡り、元株主の一部から裁判を起こされる騒動が後日発生した[19]。
- 島忠 - 2020年10月にDCMホールディングスによるTOB受入れと同社との経営統合で合意したが[20]、後にニトリホールディングスがDCMより高価格での対抗TOBを発表した[21]。11月には島忠が一転してDCMとの合意を撤回してニトリの提案を受入れると発表した[22]。このため、当初の友好的TOBと敵対的TOBの相手が途中で入れ替わり、DCMホールディングス(20/10/05-20/12/11　1株4,200円)とニトリホールディングス(20/11/16-20/12/28　1株5,500円)とが競る形になったが、結局ニトリ側が島忠株の77.04%を取得してTOBが成立した[23][24]。
- 東亜石油 - 完全子会社化を目的として、筆頭株主の出光興産が実施（20/12/15）[25] → 期間の延長を実施（21/01/29）[26]。 → 失敗（21/02/16）。応募株数が買付け予定株数の下限に達しなかったため。東亜石油の大株主だったアメリカの投資運用会社がTOB発表後に同株式を買い増し、株価がTOB価格を上回る状態が続いたことが影響したとみられている[27]。その後、買い付けの価格などを見直した上で再度出光興産がTOBを実施し（22/09/30）[28]、成立（22/11/16）[29]。上場廃止となった（22/12/13）[30]。
- キャンドゥ - イオンが実施（21/10/14）[31]。→ 成立（21/12/28）。イオンが保有しているキャンドゥの株数を51.16%に引き上げた（22/01/05）[32]。
- 東洋建設 - 完全子会社化を目的として、インフロニア・ホールディングスが実施（22/03/22）[33] → 失敗（22/05/20）。任天堂創業家の資産運用会社から対抗TOBの提案を受けたことなどが影響したとみられている[34]。
- 神奈川銀行[注釈 10] - 完全子会社化を目的として、横浜銀行が実施（23/02/06）[35]。 → 期間の延長を実施（23/03/17）[36]。 → 成立（23/04/13）[37]。
- ブロッコリー - 完全子会社化を目的として、ハピネットが実施（2023/4/14）[38]。 → 成立（23/06/14）。ハピネットが保有しているブロッコリーの株数を77.92%に引き上げた（23/06/20）[39][40]。
- 東芝 - 完全子会社化を目的として、日本産業パートナーズ（JIP）が実施（2023/8/8）[41][42]。 → 成立（23/09/21）[43]。
- 焼津水産化学工業 - プライベート・エクイティ・ファンドのJ-STAR出資企業が実施（2023/8/7）→失敗（2023/10/19）[44]。買付価格が解散価値価格より低いことに注目した旧村上ファンド系企業などの大量買い付けに伴い市場価格が買付価格を上回ったことによる。その後いなば食品の子会社による友好的TOBが行われ成功（24/03/27）。

### 敵対的TOB
- 日本技術開発 - 夢真ホールディングスが実施(05/07/20) → 失敗。白馬の騎士として登場したエイトコンサルタントの子会社の傘下に入り、のちに両社は経営統合し、統合新会社のE・Jホールディングスの事業子会社となる。
- オリジン東秀 - ドン・キホーテとイオンが実施(06/01/16)(06/01/31) → 白馬の騎士のイオンに軍配、ドン・キホーテが買い増していた保有株式をイオンに売却 上場廃止(06/07/27)。
- 北越製紙 - 王子製紙（現・王子ホールディングス）が実施(06/08/02) → 失敗。三菱商事が筆頭株主、日本製紙グループ本社・大王製紙も上位株主に。
- 明星食品 - 米系のファンド・スティール・パートナーズ・ジャパンが2006年（平成18年）10月27日に実施。MBOを提案 1株700円→ 失敗。全株取得を目指すが応募ゼロ（同年11月27日）。この動きに対抗して、同業者で業界トップでライバルでもある日清食品（現:日清食品ホールディングス）が白馬の騎士として同年11月16日から実施。1株870円で上限を設けず同年12月14日まで取得。スティールも応募し、86.32 %取得。結果として翌2007年（平成19年）3月27日上場廃止、日清の完全子会社に。
- ブルドックソース - スティール・パートナーズ・ジャパンが実施（07/05/18）→失敗。ブルドックソースが取った買収防衛策を巡る裁判で、スティール・パートナーズが東京地方裁判所に「濫用的買収者」と認定された。
- 天龍製鋸 - スティール・パートナーズ・ジャパンが実施（07/05/24）→失敗。
- ソリッドグループホールディングス - ケン・エンタープライズ（SFCGの親会社）が実施（07/10/31）→成功。株式の半数近くを所有していたリーマン・ブラザーズ証券の同調により成功を収めた。
- デサント - 伊藤忠商事が実施（19/01/31） → 成功（19/03/14）。伊藤忠商事子会社のBSインベストメント株式会社が実施。デサントの株式40%を取得した。
- ぺんてる[注釈 10] - コクヨが実施（19/11/15） → 失敗（19/12/13）。白馬の騎士のプラスがぺんてるの株式の過半数を取得した[45]。後にコクヨは同社保有のぺんてる株式をプラスに売却することを表明（22/09/30）。プラスはぺんてるを子会社化した（22/11/30）[46][47]。
- 前田道路 - 前田建設工業が実施（20/01/20）→ 成功（20/03/13）。議決権所有割合は51.29%となり、前田建設工業の連結子会社となる[48]。
- ユニゾホールディングス - エイチ・アイ・エスがTOBの意向を発表するが、ユニゾ側は反対。その後、投資ファンドのフォートレスが白馬の騎士としてTOBを発表、エイチ・アイ・エスは撤退した。さらに、米ブラックストーンがフォートレスの買い付け価格を上回るTOBを発表。ユニゾ従業員と米投資ファンドのローンスターが共同で設立したチトセア投資がTOBを発表（19/12/22）。その後、各買い付け者が買い付け価格の引き上げ・買い付け期間の延長を繰り返し[49]、チトセア投資による買収が確定した（20/04/03）。上場企業でEBOが成立するのは初とみられる[50]。
- 大戸屋ホールディングス - コロワイドが実施（20/07/10）[51]。買付期限日に期間の延長と買付予定数の下限を引き下げ（20/08/25）[52]。→ 成功（20/09/09）。出資比率を19.16%から46.77%に引き上げた[53]。外食業界で敵対的TOBが成立するのは初めてである[54]。
- 新生銀行 - SBIホールディングスが実施（21/09/09）[55]。→ 期間の延長を実施（21/09/29）[56]。→ 新生銀行側が公開買い付けに対する意見を「中立」に変更（21/11/24）[57]。→ 期間の再延長を実施（21/11/26）[58]。→ 成功（21/12/11）。出資比率を20.48%から47.77%に引き上げた[59]。
- シダックス - オイシックス・ラ・大地が実施（22/08/30）[60][61]。→ 期間の延長を実施（22/09/20）[62]。→ 期間の再延長を実施（22/10/05）[63]。→ シダックス側が公開買い付けに対する意見を「中立」に変更。期間の再延長を実施（22/10/07）[64]。→ 成功（22/10/25）。28.47%分の株式を取得し、筆頭株主になると共にシダックスを持分法適用関連会社にした[8]。
- C&Fロジホールディングス - AZ-COM丸和ホールディングスが実施（24/05/02） → SGホールディングスが対抗TOB（24/06/03） → AZ-COMのTOBが失敗（24/06/20）。当初AZ-COMは3000円でTOBを実施したものの、これが呼び水となり他社から複数の対抗提案が寄せられ、最終的に5740円で対抗TOBを実施したSGホールディングスの完全子会社となった[65]。